# Luxemburg op de Olympische Zomerspelen 1924
Luxemburg nam deel aan de Olympische Zomerspelen 1924 in Parijs, Frankrijk. Het was de derde deelname van Luxemburg. Aan de in 1920 gewonnen zilveren medaille van Joseph Alzin werd deze editie geen medaille toegevoegd.
Uit Luxemburg schreven 69 deelnemers zich in voor de Olympische Spelen, uiteindelijk namen er 44 deel.
De beide zwemsters Renée Brasseur en Laure Koster waren de eerste vrouwen die Luxemburg vertegenwoordigden bij de Olympische Spelen.
Zes deelnemers, de atleet Paul Hammer, de gewichtheffers Joseph Alzin, Johny Grün, Michel Mertens en de voetballers Joseph Koetz en Martin Langers, namen voor de tweede keer deel aan de Olympische Spelen.

## Deelnemers en resultaten
(m) = mannen, (v) = vrouwen 

### Atletiek
| Olympiër           | Discipline      | Resultaat   | Prestatie                                        |
| ------------------ | --------------- | ----------- | ------------------------------------------------ |
| Paul Hammer        | 100m (m)        | kwartfinale | serie 13: 2de in 11,3 kwartfinale 1: 4de in 11,1 |
| Joseph Hilger      | 100m (m)        | series      | serie 15: 3de                                    |
| Paul Hammer        | 200m (m)        | series      | serie 5: 3de                                     |
| Joseph Hilger      | 200m (m)        | series      | serie 3: 3de                                     |
| Paul Hammer        | 400m (m)        | series      | serie 17: 3de in 53,1                            |
| Christophe Mirgain | 400m (m)        | series      | serie 2: 5de                                     |
| Christophe Mirgain | 800m (m)        | series      | serie 6: 6de in 2.05,2                           |
| Paul Hammer        | verspringen (m) | 23e         | kwalificatie: 23ste met 6,24m                    |
| Joseph Hilger      | verspringen (m) | series      | kwalificatie: 29ste met 5,68m                    |

### Boksen
| Olympiër         | Discipline  | Resultaat | Prestatie                                     |
| ---------------- | ----------- | --------- | --------------------------------------------- |
| Jean Flammang    | -57,2kg (m) | 17e       | 1ste ronde: V van GBR Beavis                  |
| Grégoire Laurent | -61,2kg (m) | 17e       | 1ste ronde: V van DEN Petersen                |
| Pierre Feidt     | -72,6kg (m) | 17e       | 1ste ronde: V van CAN Black                   |
| Jules Steichen   | -72,6kg (m) | 17e       | 1ste ronde: V van SUI Givel                   |
| Michel Maurer    | -79,4kg (m) | 9e        | 1ste ronde: vrij 2de ronde: V van GBR Courtis |
| Jean Welter      | -79,4kg (m) | 9e        | 1ste ronde: V van USA Kirby                   |

### Gewichtheffen
| Olympiër       | Discipline  | Resultaat | Prestatie      |
| -------------- | ----------- | --------- | -------------- |
| Johny Grün     | -67,5kg (m) | 18e       | 350kg          |
| Michel Mertens | -75kg (m)   | 19e       | 380kg          |
| Henri Lehnen   | -82,5kg (m) | DNF       | niet gefinisht |
| Joseph Alzin   | +82,5kg (m) | DNF       | niet gefinisht |

### Tennis
| Olympiër      | Discipline    | Resultaat | Prestatie                                        |
| ------------- | ------------- | --------- | ------------------------------------------------ |
| Camille Wolff | enkelspel (m) | 65e       | 1ste ronde: V van ITA De Morpurgo: 1-6, 0-6, 0-6 |

### Turnen
| Olympiër | Discipline                 | Resultaat | Prestatie      |
| --- | -------------------------- | --------- | -------------- |
| Mathias Erang | sprong (m)                 | 60e       | 3,85 punten    |
| Théo Jeitz | sprong (m)                 | 48e       | 5,85 punten    |
| Émile Munhofen | sprong (m)                 | 27e       | 7,78 punten    |
| Albert Neumann | sprong (m)                 | 50e       | 5,68 punten    |
| Jacques Palzer | sprong (m)                 | 29e       | 7,66 punten    |
| Charles Quaino | sprong (m)                 | 52e       | 5,58 punten    |
| Pierre Tolar | sprong (m)                 | 65e       | 2,00 punten    |
| Mathias Weishaupt                                                                                                   | sprong (m)                 | 67e       | 0,00 punten    |
| Mathias Erang | zijwaartse paardsprong (m) | 8e        | 9,80 punten    |
| Théo Jeitz | zijwaartse paardsprong (m) | 40e       | 8,83 punten    |
| Émile Munhofen | zijwaartse paardsprong (m) | 43e       | 8,68 punten    |
| Albert Neumann | zijwaartse paardsprong (m) | 50e       | 8,33 punten    |
| Jacques Palzer | zijwaartse paardsprong (m) | 50e       | 8,33 punten    |
| Charles Quaino | zijwaartse paardsprong (m) | 16e       | 9,62 punten    |
| Pierre Tolar | zijwaartse paardsprong (m) | 56e       | 8,08 punten    |
| Mathias Weishaupt                                                                                                   | zijwaartse paardsprong (m) | 67e       | 7,33 punten    |
| Mathias Erang | touwklimmen (m)            | 69e       | 15,0 sec       |
| Théo Jeitz | touwklimmen (m)            | 69e       | 15,0 sec       |
| Émile Munhofen | touwklimmen (m)            | 68e       | 14,6 sec       |
| Albert Neumann | touwklimmen (m)            | 65e       | 12,8 sec       |
| Jacques Palzer | touwklimmen (m)            | 67e       | 14,2 sec       |
| Charles Quaino | touwklimmen (m)            | 60e       | 12,0 sec       |
| Pierre Tolar | touwklimmen (m)            | 47e       | 10,8 sec       |
| Mathias Weishaupt                                                                                                   | touwklimmen (m)            | 51e       | 11,4 sec       |
| Mathias Erang | ringen (m)                 | 35e       | 17,583 punten  |
| Théo Jeitz | ringen (m)                 | 46e       | 15,750 punten  |
| Émile Munhofen | ringen (m)                 | 52e       | 15,100 punten  |
| Albert Neumann | ringen (m)                 | 54e       | 14,663 punten  |
| Jacques Palzer | ringen (m)                 | 53e       | 14,910 punten  |
| Charles Quaino | ringen (m)                 | 34e       | 17,663 punten  |
| Pierre Tolar | ringen (m)                 | 42e       | 17,183 punten  |
| Mathias Weishaupt                                                                                                   | ringen (m)                 | 39e       | 17,496 punten  |
| Mathias Erang | paard met bogen (m)        | 63e       | 8,390 punten   |
| Théo Jeitz | paard met bogen (m)        | 70e       | 5,400 punten   |
| Émile Munhofen | paard met bogen (m)        | 67e       | 6,600 punten   |
| Albert Neumann | paard met bogen (m)        | 66e       | 7,000 punten   |
| Jacques Palzer | paard met bogen (m)        | 64e       | 7,400 punten   |
| Charles Quaino | paard met bogen (m)        | 55e       | 10,560 punten  |
| Pierre Tolar | paard met bogen (m)        | 69e       | 5,900 punten   |
| Mathias Weishaupt                                                                                                   | paard met bogen (m)        | 68e       | 6,520 punten   |
| Mathias Erang | brug (m)                   | 62e       | 15,90 punten   |
| Théo Jeitz | brug (m)                   | 52e       | 17,30 punten   |
| Émile Munhofen | brug (m)                   | 54e       | 17,03 punten   |
| Albert Neumann | brug (m)                   | 47e       | 18,28 punten   |
| Jacques Palzer | brug (m)                   | 68e       | 13,80 punten   |
| Charles Quaino | brug (m)                   | 45e       | 18,50 punten   |
| Pierre Tolar | brug (m)                   | 67e       | 14,50 punten   |
| Mathias Weishaupt                                                                                                   | brug (m)                   | 59e       | 16,70 punten   |
| Mathias Erang | rekstok (m)                | 67e       | 9,833 punten   |
| Théo Jeitz | rekstok (m)                | 52e       | 12,850 punten  |
| Émile Munhofen | rekstok (m)                | 65e       | 10,366 punten  |
| Albert Neumann | rekstok (m)                | 62e       | 11,243 punten  |
| Jacques Palzer | rekstok (m)                | 70e       | 9,463 punten   |
| Charles Quaino | rekstok (m)                | 60e       | 11,646 punten  |
| Pierre Tolar | rekstok (m)                | 72e       | 7,800 punten   |
| Mathias Weishaupt                                                                                                   | rekstok (m)                | 71e       | 8,550 punten   |
| Mathias Erang | individuele meerkamp (m)   | 60e       | 65,356 punten  |
| Théo Jeitz | individuele meerkamp (m)   | 57e       | 65,980 punten  |
| Émile Munhofen | individuele meerkamp (m)   | 58e       | 65,556 punten  |
| Albert Neumann | individuele meerkamp (m)   | 62e       | 65,196 punten  |
| Jacques Palzer | individuele meerkamp (m)   | 67e       | 61,563 punten  |
| Charles Quaino | individuele meerkamp (m)   | 50e       | 73,569 punten  |
| Pierre Tolar | individuele meerkamp (m)   | 68e       | 58,713 punten  |
| Mathias Weishaupt                                                                                                   | individuele meerkamp (m)   | 69e       | 58,596 punten  |
| Charles Quaino Théo Jeitz Émile Munhofen Mathias Erang Albert Neumann Jacques Palzer Pierre Tolar Mathias Weishaupt | meerkamp team (m)          | 8e        | 548,129 punten |

### Voetbal
| Olympiër | Discipline | Resultaat | Prestatie                                     |
| --- | ---------- | --------- | --------------------------------------------- |
| Albert Massard Alfred Kieffer Étienne Bausch Émile Kolb Jean-Pierre Weisgerber Jean-Pierre Weber Jos Koetz Marcel Schumann Tiny Langers Nicky Kirsch Paul Feierstein | mannen     | 9e        | 1ste ronde: vrij 2de ronde: V van Italië: 0-2 |

### Wielersport
| Olympiër                                                | Discipline         | Resultaat | Prestatie               |
| Baan                                                    | Baan               | Baan      | Baan                    |
| ------------------------------------------------------- | ------------------ | --------- | ----------------------- |
| Maurice Gillen                                          | sprint (m)         | DNF       | serie 4: niet gefinisht |
| Weg                                                     |                    |           |                         |
| Jean-Pierre Kuhn                                        | wegwedstrijd (m)   | 42e       | 7:22.12,4               |
| Louis Pesch                                             | wegwedstrijd (m)   | 39e       | 7:19.51,4               |
| Nic Rausch                                              | wegwedstrijd (m)   | 27e       | 7:04.46,0               |
| Georges Schiltz                                         | wegwedstrijd (m)   | 25e       | 7:00.34,4               |
| Jean-Pierre Kuhn Louis Pesch Nic Rausch Georges Schiltz | ploegentijdrit (m) | 8e        | 21:25.11,8              |

### Worstelen
| Olympiër       | Discipline     | Resultaat      | Prestatie                                                 |
| Grieks-Romeins | Grieks-Romeins | Grieks-Romeins | Grieks-Romeins                                            |
| -------------- | -------------- | -------------- | --------------------------------------------------------- |
| Hilair Fettes  | -62kg (m)      | 18e            | 1ste ronde: V van TCH Řezáč 2de ronde: V van BEL Rottiers |
| Adolphe Dumont | -75kg (m)      | 20e            | 1ste ronde: V van FIN Lindfors 2de ronde: V van ESP Vidal |

### Zwemmen
| Olympiër          | Discipline          | Resultaat | Prestatie                                    |
| ----------------- | ------------------- | --------- | -------------------------------------------- |
| Eugène Kuborn     | 100m rugslag (m)    | 18e       | serie 5: 4de in 1.29,0                       |
| Jean-Pierre Moris | 100m rugslag (m)    | 19e       | serie 3: 3de in 1.41,2                       |
|                   |                     |           |                                              |
| Renée Brasseur    | 100m rugslag (v)    | 10e       | serie 2: 5de in 1.51,4                       |
| Laury Koster      | 200m schoolslag (v) | 6e        | serie 2: 2de in 3.35,0 finale: 6de in 3.39,2 |

Argentinië · Australië · België · Brazilië · Brits-Indië · Bulgarije · Canada · Chili · Cuba · Denemarken · Ecuador · Egypte · Estland · Filipijnen · Finland · Frankrijk · Griekenland · Groot-Brittannië · Haïti · Hongarije · Ierland · Italië · Japan · Joegoslavië · Letland · Litouwen · Luxemburg · Mexico · Monaco · Nederland · Nieuw-Zeeland · Noorwegen · Oostenrijk · Polen · Portugal · Roemenië · Spanje · Tsjecho-Slowakije · Turkije · Uruguay · Verenigde Staten · Zuid-Afrika · Zweden · Zwitserland